# Jake Tsakalidis
Jake Tsakalidis (Rustavi, 10 de junho de 1979) é um ex-jogador grego-georgiano de basquete profissional que atuou na  National Basketball Association (NBA). Foi o número 25 do Draft de 2000.